# Конвой SO-003
Конвой SO-003 — японський конвой часів Другої світової війни, проведення якого відбувалось у серпні 1943 року.
Місцем призначення конвою був Рабаул — головна база японців в архіпелазі Бісмарка, з якої вони провадили операції на Соломонових островах та сході Нової Гвінеї. Вихідним пунктом при цьому став важливий транспортний хаб японців Палау в західній частині Каролінських островів. До складу конвою SO-003 увійшли транспорти «Міто-Мару» (перевозив 2800 осіб маршового поповнення для 6-ї дивізії), «Тага-Мару» і «Тояма-Мару», а ескорт складався з мисливців за підводними човнами CH-18 та CH-37.
20 серпня 1943 року судна вийшли з Палау та попрямували на південний схід. 25 серпня за 100 км на північний захід від острова Муссау (найпівнічніший острів в архіпелазі Бісмарка) конвой атакував одиночний бомбардувальник B-24 Liberator. Від близьких розривів в корпусі «Міто-Мару» з'явилося чимало пробоїн, при цьому загинуло 5 військовослужбовців та пів сотні поранено. Утім, саме судно змогло продовжити шлях без особливих проблем.
Уранці 27 серпня конвой прибув до Рабаула.